# Corvino San Quirico
Corvino San Quirico es una localidad y comune italiana de la provincia de Pavía, región de Lombardía, con 1.092 habitantes.

## Evolución demográfica
| Gráfica de evolución demográfica de Corvino San Quirico entre 1861 y 2001 |
|                                                                           |
| Fuente ISTAT - elaboración gráfica de Wikipedia                           |